# Lalithadripura, Mysore
Lalithadripura là một làng thuộc tehsil Mysore, huyện Mysore, bang Karnataka, Ấn Độ.